# Tomáš Najbrt

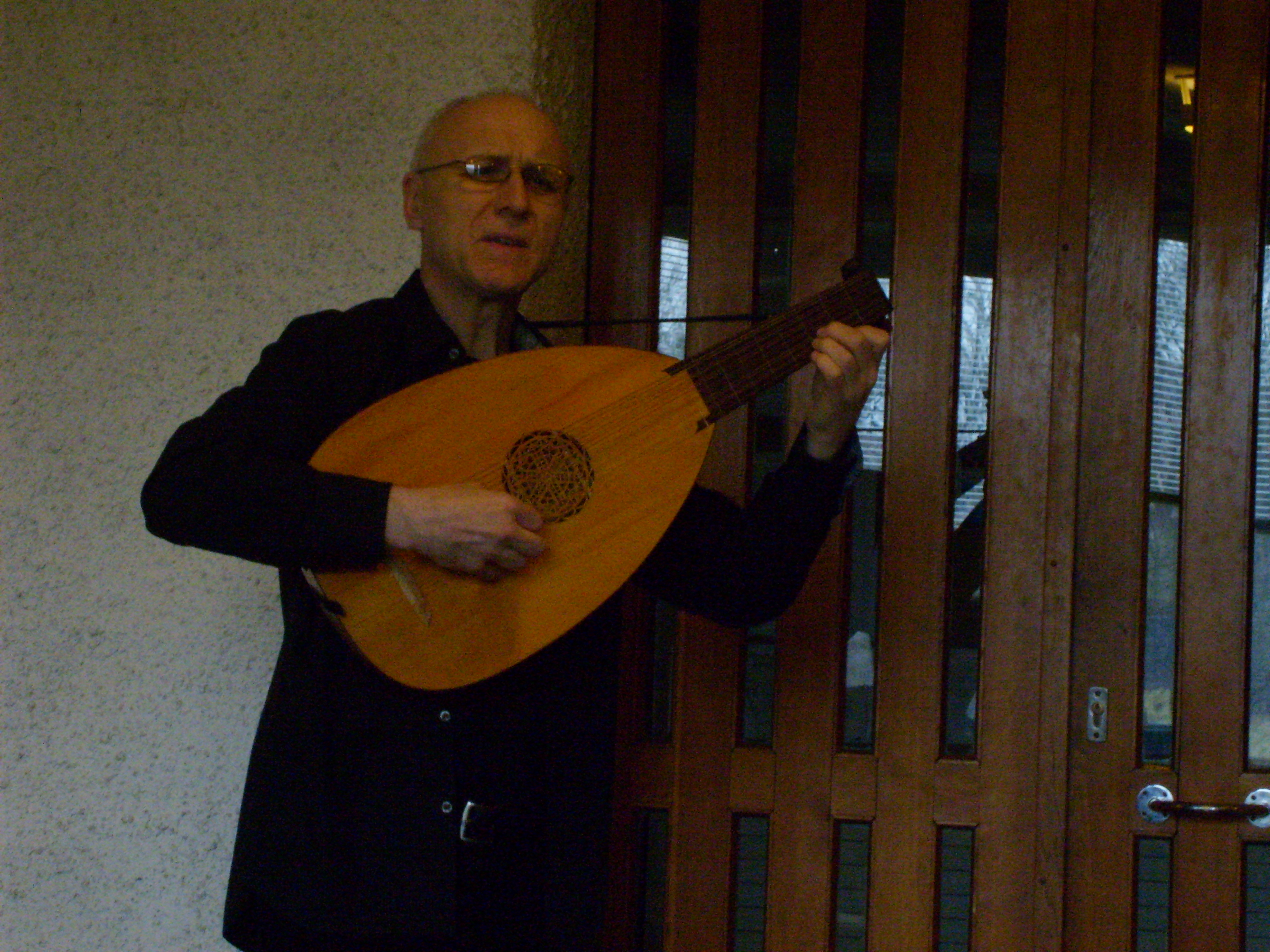
Tomáš Najbrt hraje na loutnu, 2008

Tomáš Najbrt (* 31. října 1951 Kolín) je český skladatel a multiinstrumentalista, zejména zaměřený na historické strunné nástroje. Vystudoval Státní konzervatoř Praha v oborech kompozice a hra na klasickou kytaru. Dál pokračoval soukromě ve studiu (zvláště hry na loutnu a na varhany) v zahraničí. V Německu také studoval církevní hudbu na vysoké škole Hochschule für Kirchenmusik v městě Herford, aby naopak posléze vyučoval hymnologii na Evangelické teologické fakultě Univerzity Karlovy. Mimo jiné spolupracoval se skupinami Pražští madrigalisté a Musica antiqua Praha, byl sbormistrem pěveckého sboru Vocatus. Mimo jiné hraje na dudy, teorbu, barokní kytaru, niněru, citeru a hackbrett.
V roce 1996 nahrál album autorských písniček „Kdekdo čeká na zázraky“ u nakladatelství Rosa Music, doprovodnými muzikanty mu byli někteří členové kapely Jonáš. Album vyšlo jako kazeta i jako kompaktní disk.
Dnes je členem uskupení Musica da chiesa, v kterém s Jaroslavem Konečným hrají historickou hudbu na historické nástroje. Kromě toho je členem skupiny Ritornello či Shirim Ashirim.